# Soldatenlaufbahnverordnung
Die Verordnung über die Laufbahnen der Soldatinnen und Soldaten (Soldatenlaufbahnverordnung – SLV) ist eine Rechtsverordnung der deutschen Bundesregierung, in der gem. § 27 Abs. 1, § 93 Abs. 1 Nr. 2  SG Vorschriften über die Laufbahnen der Soldaten nach den Grundsätzen der § 27 Abs. 2 bis 6 SG erlassen werden.

## Überblick
§ 3 SLV unterscheidet die Laufbahngruppen der Mannschaften, der Unteroffiziere und der Offiziere. Die Zuordnung der Laufbahnen zu den Laufbahngruppen ergibt sich aus der Anlage zu § 3 SLV. In der SLV sind für die einzelnen Laufbahngruppen insbesondere die jeweiligen Voraussetzungen für die Einstellung, die Beförderung und den Aufstieg geregelt. Die der SLV entsprechende Verordnung für Bundesbeamte ist die Bundeslaufbahnverordnung (BLV).
§ 44 SLV ermächtigt das Bundesministerium der Verteidigung zum Erlass ergänzender Einstellungs-, Ausbildungs- und Beförderungsrichtlinien zu den in der SLV bestimmten Mindest- und Höchstaltersgrenzen sowie zu den Mindestanforderungen an Vorbildung, Ausbildung, Befähigungsnachweis und Dienstzeit. Ein Beispiel ist die ZDv 20/7 Bestimmungen für die Beförderung und für die Einstellung, Übernahme und Zulassung von Soldatinnen und Soldaten vom 27. März 2002. § 44 SLV ermächtigt dagegen nicht zur erstmaligen Regelung laufbahnrechtlicher Restdienstzeiten auf der Ebene einer Verwaltungsvorschrift. Nach § 44 SLV reduziert sich die Ermächtigung zu Erlassen auf die Konkretisierung bereits in der Soldatenlaufbahnverordnung festgelegter Höchstaltersgrenzen und Restdienstzeiten. § 44 SLV gestattet es dem Bundesministerium der Verteidigung lediglich, innerhalb der in dieser Verordnung bestimmten Mindest- und Höchstaltersgrenzen andere Altersgrenzen festzulegen bzw. über die Mindestanforderungen an die Dienstzeit hinauszugehen.
Der Bundespersonalausschuss in der Zusammensetzung für die Angelegenheiten der Soldaten kann unter bestimmten Voraussetzungen Ausnahmen von einzelnen Vorschriften der SLV zulassen, beispielsweise ob Dienstgrade, die bei regelmäßiger Gestaltung der Laufbahn zu durchlaufen sind, bei der Einstellung oder Beförderung ausnahmsweise übersprungen werden dürfen (§ 27 Abs. 4 Satz 3, Abs. 8 SG, § 45 Abs. 1 Nr. 3 SLV).

## Allgemeine Vorschriften
Die SLV gilt für alle Berufssoldaten, Soldaten auf Zeit, freiwillig Wehrdienst Leistende, Reservisten sowie Personen, die gem. § 59, § 81 SLV zu bestimmten Dienstleistungen herangezogen werden (§ 1 SLV).
Einstellung ist die Begründung eines Wehrdienstverhältnisses, Beförderung ist die Verleihung eines höheren Dienstgrades nach Ablauf bestimmter Dienstzeiten. Die Umwandlung des Dienstverhältnisses eines Soldaten auf Zeit in das Dienstverhältnis eines Berufssoldaten und umgekehrt ist nur mit Zustimmung des Soldaten zulässig.  Ein Laufbahnwechsel ist nur zulässig, wenn der Soldat die Befähigung für die neue Laufbahn besitzt (§§ 4 bis 6 SLV).
Seit Änderung des § 5a Abs. 3 Nr. 4 SLV mit der Vierten Verordnung zur Änderung der Soldatenlaufbahnverordnung vom 18. Juli 2017 werden Eltern- und Pflegezeiten voll auf die Mindestbeförderungszeiten angerechnet.

## Personalmanagement
Die Auswahl der Bewerber für die Laufbahn der Offiziere erfolgt durch das Bundesamt für das Personalmanagement der Bundeswehr mit Assessment, die Auswahl für die Laufbahn der Feldwebel, der Fachunteroffiziere, der Mannschaften und den freiwilligen Wehrdienst bei den Karrierecentern der Bundeswehr.
Im Zusammenhang mit der Neuausrichtung der Bundeswehr gab die damalige Bundesverteidigungsministerin Ursula von der Leyen am 10. Mai 2016 den Tagesbefehl zur „Trendwende Personal“ aus. Dieser bedeutet erstmals seit dem Ende des Kalten Krieges wieder einen Personalzuwachs der Streitkräfte. Zur Umsetzung der Strategie bereitet das Bundesverteidigungsministerium ein Gesetz zur nachhaltigen Stärkung der personellen Einsatzbereitschaft der Bundeswehr vor, das auch eine Liberalisierung der gegenwärtigen Laufbahnvorschriften beinhalten soll.